# 최민영
최민영(2002년 10월 9일 ~ )은 대한민국의 배우이다.
신체: 138cm 24kg A형

## 학력
- 서울대치초등학교 (졸업)
- 언북중학교 (졸업)
- 계원예술고등학교 연극영화과 (졸업)
- 단국대학교 공연영화학부 연극전공 (재학)

## 출연작

### 드라마
- 《약한영웅 Class 2 》 (Netflix, 2025년) - 서준태 역
- 《엑스오, 키티》 (Netflix, 2023년) - 대(대헌) 역
- 《스물다섯 스물하나》 (tvN, 2022년) - 백이현 역
- 《너는 나의 봄》 (tvN, 2021년) - 어린 채준(최정민) & 어린 이안 체이스 역
- 《이태원 클라쓰》 (JTBC, 2020년) - 어린 장대희 역
- 《자백》 (tvN, 2019년) - 유준환 역
- 《친애하는 판사님께》 (SBS, 2018년) - 어린 한강호 & 어린 한수호 역
- 《미스터 션샤인》 (tvN, 2018년) - 어린 구동매 역
- 《라디오 로맨스》 (KBS2, 2018년) - 우지우 역
- 《투깝스》 (MBC, 2017년) - 어린 탁재희 역
- 《7일의 왕비》 (KBS2, 2017년) - 아역 서노 역
- 《시카고 타자기》 (tvN, 2017년) - 어린 한세주 역
- 《힘쎈여자 도봉순》 (JTBC, 2017년) - 어린 인국두 역
- 《W》 (MBC, 2016년) - 강철의 남동생 역
- 《내일은 실험왕 2》 (투니버스, 2016년) - 허홍 역
- 《운빨로맨스》 (MBC, 2016년) - 민재 역
- 《딴따라》 (SBS, 2016년) - 이경수 역
- 《기억》 (tvN, 2016년) - 김명수 역
- 《천상의 약속》 (KBS2, 2016년) - 어린 강태준 역
- 《초코뱅크》 (웹드라마, 2016년) - 어린 달수 역
- 《내일은 실험왕》 (투니버스, 2015년) - 허홍 역
- 《마법 천자문》 (KBS2, 2014년) - 옥동자 역

### 영화
- 《드림팰리스》(2023년) - 동욱 역
- 《D-day》(2018년) - 재영 역

## 수상 및 후보
| 연도 | 시상식                 | 부문              | 작품        | 결과 |
| ---- | ---------------------- | ----------------- | ----------- | ---- |
| 2012 | 대한민국 청소년 영화제 | 우수연기상        |             | 수상 |
| 2016 | KBS 연기대상           | 남자 청소년연기상 | 천상의 약속 | 후보 |
| 2020 | 제6회 DIMF 뮤지컬스타  | 대상 (1위)        |             | 수상 |